# Rio Frio (Arcos de Valdevez)
Rio Frio es una freguesia portuguesa del concelho de Arcos de Valdevez, con 17,42 km² de superficie y 889 habitantes (2001). Su densidad de población es de 51,0 hab/km².